# Kultura przeworska
     grupy nordyckie
     kultura jastorfska
     grupa Harpstedt-Nienburg
     plemiona celtyckie
     kultura przeworska
     grupa gubińska
     kultura oksywska
     kultura wschodniobałtycka strefy leśnej
     kultura kurhanów zachodniobałtyjskich
     kultura zarubiniecka
     grupy estońskie
     grupy trackie
     kultura Poieneşti-Lukaševka

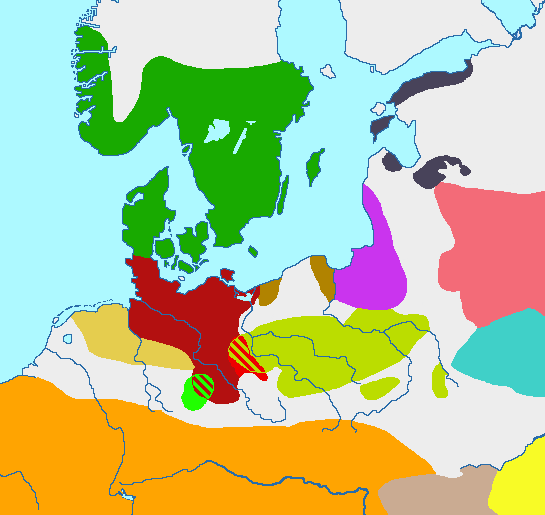
Kultury archeologiczne okresu przedrzymskiego epoki żelaza (600 lat p.n.e. – I w. p.n.e.)
grupy nordyckie
kultura jastorfska
grupa Harpstedt-Nienburg
plemiona celtyckie
kultura przeworska
grupa gubińska
kultura oksywska
kultura wschodniobałtycka strefy leśnej
kultura kurhanów zachodniobałtyjskich
kultura zarubiniecka
grupy estońskie
grupy trackie
kultura Poieneşti-Lukaševka

Kultura przeworska daw. kultura wenedzka – kultura archeologiczna epoki żelaza rozwijająca się między III w. p.n.e. a V w. n.e. na terenach obecnej Polski oraz zachodniej Ukrainy. Dawniej zwana kulturą wenedzką lub grupą przeworską kultury grobów jamowych. Kultura przeworska zastąpiła na znacznej części swojego terytorium wcześniejszą kulturę pomorską.
     kultura przeworska
     kultura zarubiniecka
     kultura przeworska
     nadłabski krąg kulturowy
     kultura wielbarska
     kultury bałtyjskie
     kultura zarubiniecka
     kultura czerniachowska
     kultura kijowska
     Imperium Romanum
     przed 750 p.n.e.
     do początków naszej ery
     do 100 n.e.
     po 100 n.e.

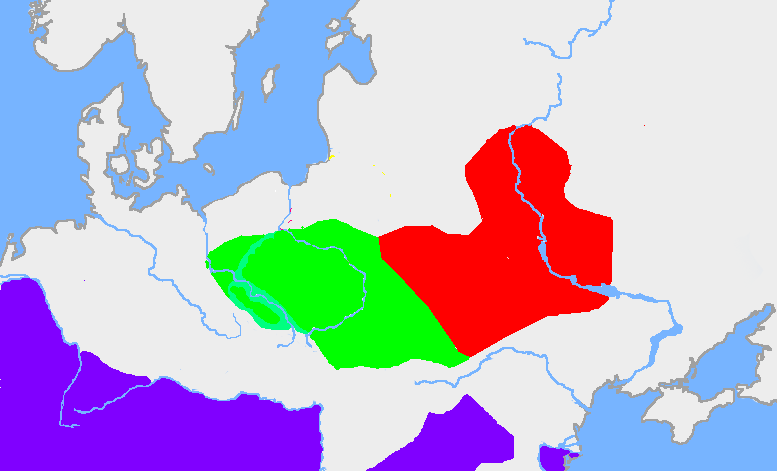
Kultury archeologiczne u progu I wieku n.e.
kultura przeworska
kultura zarubiniecka

Kultury archeologiczne ok. III w. n.e.
kultura przeworska
nadłabski krąg kulturowy
kultura wielbarska
kultury bałtyjskie
kultura zarubiniecka
kultura czerniachowska
kultura kijowska
Imperium Romanum

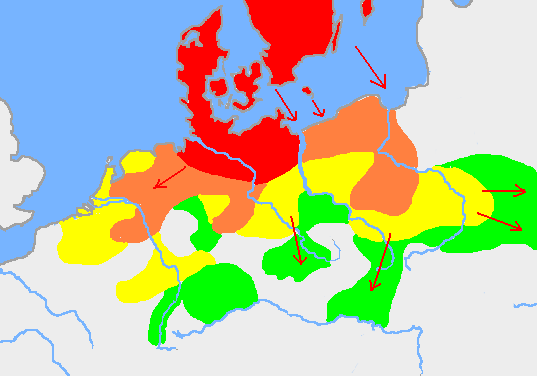
Ekspansja plemion germańskich (750 p.n.e. – I w. n.e.)
przed 750 p.n.e.
do początków naszej ery
do 100 n.e.
po 100 n.e.

Dominuje pogląd o związku z kulturą przeworską plemienia Wandalów lub plemienia Lugiów (Związku Lugijskiego), w którym niebagatelną rolę odgrywał element celtycki. W napisanym w 98 roku traktacie Germania autorstwa Publiusza Korneliusza Tacyta umieszczono relację o Swebach i wchodzącym w ich skład plemieniu Lugiów, które zamieszkiwało tereny, na których zidentyfikowano kulturę przeworską, a którzy to Lugiowie mieli od północy graniczyć z Gotami. Jednak na wcześniejszym etapie dziejów badań archeologicznych, od okresu międzywojennego, istniała pewna rozbieżność opinii. Obrońcy hipotezy o wczesnym rozwoju Słowian na obecnych ziemiach polskich wskazywali na łączność kultur: przeworskiej i łużyckiej. Zauważali także pochodzenie z tych regionów najwcześniej potwierdzonych plemion słowiańskich. Jeszcze inni badacze przychylali się ku mieszanemu (germańsko-słowiańskiemu) charakterowi kultury przeworskiej.
Istotny przełom w badaniach nad kulturą przeworską przyniosły prowadzone od lat 80. XX wieku prace badawcze, które w istotny sposób wzbogaciły zasób źródeł i studiów.

## Chronologia, geneza i zanik
Nazwa kultury pochodzi od miasta Przeworsk, leżącego niedaleko od miejscowości Gać, w której znaleziono cmentarzysko. Pierwszej publikacji nt. tego stanowiska dokonał w 1909 r. polski archeolog Karol Hadaczek, określając je jako należące do kultury germańskich Wandalów, jednak do literatury nazwę wprowadzono dopiero w latach trzydziestych.
Geneza kultury przeworskiej nie została w pełni wyjaśniona, wpływ na jej rozwój miała ludność kultury pomorskiej oraz grobów kloszowych. Tereny kultury przeworskiej są przypisywane wzmiankowanym przez autorów starożytnych plemionom Lugiów, oraz germańskich Wandalów, Silingów i Burgundów. Nie bez znaczenia pozostały też szerokie wpływy celtyckiej kultury lateńskiej i wędrówki plemion, np. Bastarnów i Skirów.
Zgromadzony materiał archeologiczny kultury przeworskiej datowany jest od fazy C2 okresu lateńskiego do okresu wędrówek ludów (250/200 lat p.n.e. do ok. 400–450 roku n.e.).
Kultura przeworska zanikła w starszej części okresu wędrówek ludów.
Pewne elementy kultury przeworskiej znalazły swoją kontynuację w późniejszej kulturze Sukow-Dziedzice trwając aż do początku VII wieku, okresu bliskiego już powstaniu pierwszych prapolskich formacji przedpaństwowych na terenie dzisiejszej Wielkopolski.

## Obszar występowania i kontekst kulturowy
Ludność kultury przeworskiej w okresie przedrzymskim zajmowała tereny Śląska, Wielkopolski, Mazowsza, Podlasia i części Małopolski. Drobne, nieistotne zmiany w zasięgu jej występowania obserwuje się w okresie rzymskim.
Stanowiska tej kultury graniczyły w II-I wieku p.n.e. ze stanowiskami kultury oksywskiej od północy, kręgu jastorfskiego od zachodu, kultury zarubinieckiej od wschodu oraz osadnictwa celtyckiego oraz kultury puchowskiej od południa. W V wieku n.e. graniczyły ze stanowiskami ludności kultury luboszyckiej oraz kręgu nadłabskiego od zachodu, grupy dębczyńskiej od północy oraz kultury wielbarskiej od wschodu.
Oprócz zwartych obszarów istniały enklawy osadnictwa przeworskiego – środkowe Niemcy nad Soławą oraz w dolinie Wetterau.

## Charakterystyczne wytwory kulturowe

### Inwentarz
Charakterystyczna dla ludności kultury przeworskiej jest duża ilość przedmiotów żelaznych. Są to umba z kolcem, klamry do pasa o formie sztabkowej lub zawiasowej, koliste sprzączki, nożyki sierpikowate, a także zestawy narzędzi w postaci młotków, pilników, kowadełek, obcęgów i tłoczków oraz zestawy toaletowe: nożyce, półksiężycowate brzytwy, szczypce. Badania metaloznawcze wskazują, że 60-70% wyrobów żelaznych tej kultury wykonanych jest z żelaza z okręgu świętokrzyskiego.

### Ceramika
Ceramikę wytwarzaną przez ludność kultury przeworskiej lepioną ręcznie można podzielić na dwie grupy. Do pierwszej z nich zalicza się tzw. ceramika stołowa. Prezentowała zróżnicowaną formę o cienkich ściankach, wygładzonych i czernionych powierzchniach, starannie wykonanych. Do drugiej grupy zalicza się ceramika tzw. kuchenna – grubościenna, słabo wykonana, o chropowatych powierzchniach. Występowała również ceramika toczona na kole, która z czasem wyparła ceramikę stołową. Ręcznie lepiona ceramika kuchenna przetrwała do końca trwania tej kultury.

## Osadnictwo
Jedną z przewodnich form budownictwa w kulturze przeworskiej mogły być dwunawowe domy słupowe z podziałem na część mieszkalną i inwentarzową. Najliczniej występowały obiekty o powierzchni kilkudziesięciu metrów kwadratowych. Ściany występowały w postaci plecionki lub dranic. Używano gliny do uszczelniania ścian. Półziemianki oraz mniejsze obiekty słupowe spełniały funkcje gospodarcze: wytwórcze oraz magazynowe.              W przeszłości dominował pogląd o tym, że główną formą budynku mieszkalnego była półziemianka/ziemianka. Wynikało to z braku doświadczenia w badaniach ówczesnych archeologów, a archeologia przedinwestycyjna (głównie badania autostradowe) udowodniła, że zamieszkiwano domy naziemne.
Ludność kultury przeworskiej zamieszkiwała w osadach tzw. zagrodowych, tzn. z budownictwem rozproszonym, tworzyła również większe skupiska osadnicze, jak na przykład osada w Kruszy Zamkowej identyfikowana z miejscowością Askaukalis umieszczoną na mapie Ptolemeusza z 150 roku naszej ery.

## Obrządek pogrzebowy
W pierwszych fazach rozwojowych ludność praktykowała głównie obrządek ciałopalny, w którym groby jamowe przeważały nad popielnicowymi. Niezwykle rzadko występowały czyste groby popielnicowe. Zmarłych wyposażano w dary. Dla mężczyzn typowe były: broń, ostrogi, nożyce, brzytwy, osełki, narzędzia kowalskie, klamry do pasa; dla kobiet: dwie żelazne zapinki drucikowate, klamry, przęśliki i noże sierpikowate. Praktykowano zwyczaj palenia ich razem z kośćmi. Większe dary (miecze) były gięte i łamane.
Bardzo rzadko występowały groby szkieletowe (zasięg pokrywa się z wcześniejszym osadnictwem celtyckim), w których ciała zmarłych układano na boku w pozycji embrionalnej. Rzadko też występowały groby książęce (odkryte np. w Przywozie oraz w Karczynie/Witowach) oraz kamienne nasypy przykrywające szczątki w miejscu kremacji – kurhany siedlemińskie.
W niektórych rejonach odkryto kamienne stele, bruk kamienny oraz kamienne kręgi spełniające funkcje ogrodzeń.
Największe przebadane archeologicznie cmentarzysko kultury przeworskiej znajduje się niedaleko wsi Mokre, na terenie historycznej Małopolski. Podczas prac badawczych zakończonych w 2004, odsłonięto podczas dziesięciu sezonów archeologicznych 470 grobów, które stały się źródłem wiedzy o plemionach germańskich zamieszkujących te tereny.
Wydobyte z ziemi eksponaty znajdują się obecnie w zbiorach Uniwersytetu Jagiellońskiego oraz miejscowego Muzeum Kultury Przeworskiej

## Gospodarka i społeczeństwo
Podstawą gospodarki tej kultury było przede wszystkim rolnictwo oraz hodowla zwierząt. Istniał handel ze strefą południowoeuropejską, co poświadczone jest przez liczne importy, np. dzbany i situle z Italii. Na wysokim poziomie stała produkcja rzemieślnicza. Znane są stanowiska będące wyspecjalizowanymi centrami produkcyjnymi jak np. produkcji garncarskiej we Wrzępi, będące jednym z największych z okresu rzymskiego na terenie europejskiego Barbaricum.